# Еміль Гольм (футболіст)
Еміль Альфонс Гольм (швед. Emil Alfons Holm; нар. 13 травня 2000, Гетеборг, Швеція) — шведський футболіст, фланговий захисник італійського клубу «Болонья» та національної збірної Швеції.

## Ігрова кар'єра

### Клубна
Еміль Гольм народився у місті Гетеборг і є вихованцем місцевого клубу «Гетеборг». Де він починав грати у молодіжній команді. У 2019 році футболіст підписав з клубом професійний контракт і був переведений до основного складу. У червні 2019 року Гольм зіграв свою першу гру у Аллсвенскан. У складі «Гетеборга» у 2020 році Гольм став переможцем національного Кубка Швеції.
У січні 2021 року Гольм перейшов до данського клубу «Сеннер'юск», з яким уклав контракт на п'ять років. В тому ж сезоні разом з клубом Гольм дістався фіналу Кубка Данії, де його команда програла «Раннерсу».
Влітку 2021 року контракт захисника викупила італійська «Спеція» але Гольм продовжив грати у «Сеннер'юск» до кінця сезону на правах оренди. Тільки влітку 2022 року Гольм приєднався до італійського клубу і в серпні дебютував у турнірі Серії А. Протягом сезону 2022/23 взяв участь у 20 іграх італійської першості.
30 серпня 2023 року на правах оренди приєднався до «Аталанти». 

### Збірна
З 2018 року Еміль Гльм виступав за юнацькі та молодіжну збірну Швеції. У листопаді 2022 року футболіст отримав виклик на товариські поєдинки національної збірної Швеції і в матчі проти команди Мексики дебютував у складі першої збірної.

## Статистика виступів

### Статистика клубних виступів
Станом на 30 серпня 2023
| Сезон                  | Команда                | Чемпіонат              | Чемпіонат | Чемпіонат | Національний кубок | Національний кубок | Національний кубок | Континентальні кубки | Континентальні кубки | Континентальні кубки | Інші змагання | Інші змагання | Інші змагання | Усього | Усього |
| Сезон                  | Команда                | Ліга                   | Ігор      | Голів     | Ліга               | Ігор               | Голів              | Ліга                 | Ігор                 | Голів                | Ліга          | Ігор          | Голів         | Ігор   | Голів  |
| ---------------------- | ---------------------- | ---------------------- | --------- | --------- | ------------------ | ------------------ | ------------------ | -------------------- | -------------------- | -------------------- | ------------- | ------------- | ------------- | ------ | ------ |
| 2019                   | «Гетеборг»             | A                      | 11        | 0         | КШ                 | 0                  | 0                  | -                    | -                    | -                    | -             | -             | -             | 11     | 0      |
| 2020                   | «Гетеборг»             | A                      | 26        | 2         | КШ                 | 4                  | 0                  | ЛЄ                   | 1                    | 0                    | -             | -             | -             | 31     | 2      |
| Усього за «Гетеборг»   | Усього за «Гетеборг»   | Усього за «Гетеборг»   | 37        | 2         |                    | 4                  | 0                  |                      | 1                    | 0                    |               | -             | -             | 42     | 2      |
| січ.-трав. 2021        | «Сеннер'юск»           | СЛ                     | 4+10      | 0+3       | КД                 | 4                  | 2                  | -                    | -                    | -                    | -             | -             | -             | 18     | 5      |
| 2021–22                | «Сеннер'юск»           | СЛ                     | 21+4      | 3+0       | КД                 | 1                  | 0                  | -                    | -                    | -                    | -             | -             | -             | 26     | 3      |
| Усього за «Сеннер'юск» | Усього за «Сеннер'юск» | Усього за «Сеннер'юск» | 39        | 6         |                    | 5                  | 2                  |                      | -                    | -                    |               | -             | -             | 44     | 8      |
| 2022–23                | «Спеція»               | A                      | 20        | 1         | КІ                 | 3                  | 0                  | -                    | -                    | -                    | -             | -             | -             | 23     | 1      |
| Усього за кар'єру      | Усього за кар'єру      | Усього за кар'єру      | 96        | 9         |                    | 12                 | 2                  |                      | 1                    | 0                    |               | -             | -             | 109    | 11     |

### Статистика виступів за збірну
Станом на 8 червня 2024 року
| Дата       | Місто      | Господарі  | Результат | Гості   | Турнір            | Голи | Примітки |
| ---------- | ---------- | ---------- | --------- | ------- | ----------------- | ---- | -------- |
| 16-11-2022 | Жирона     | Мексика    | 1 – 2     | Швеція  | товариський матч  | -    |          |
| 19-11-2022 | Мальме     | Швеція     | 2 – 0     | Алжир   | товариський матч  | -    |          |
| 9-9-2023   | Таллінн    | Естонія    | 0 – 5     | Швеція  | Відбір до ЧЄ 2024 | -    | 79'      |
| 12-9-2023  | Стокгольм  | Швеція     | 1 – 3     | Австрія | Відбір до ЧЄ 2024 | 1    | 75'      |
| 12-10-2023 | Стокгольм  | Швеція     | 3 – 1     | Молдова | товариський матч  | -    | 46'      |
| 21-3-2024  | Гімарайнш  | Португалія | 5 – 2     | Швеція  | товариський матч  | -    | 60'      |
| 5-6-2024   | Копенгаген | Данія      | 2 – 1     | Швеція  | товариський матч  | -    | 86'      |
| 8-6-2024   | Стокгольм  | Швеція     | 0 – 3     | Сербія  | товариський матч  | -    | 62'      |
| Усього     |            | Матчів     | 8         |         | Голів             | 1    |          |

## Досягнення
Гетеборг
 Переможець Кубка Швеції: 2019/20
Сеннер'юск
 Фіналіст Кубка Данії: 2020/21
Аталанта
 Переможець Ліги Європи УЄФА: 2023/24
 Фіналіст Кубка Італії: 2023/24
Болонья
 Володар Кубка Італії: 2024/25